# Рада національної безпеки (Хорватія)
Рада національної безпеки (хорв. Vijeće za nacionalnu sigurnost) — центральний координаційний орган хорватської системи безпеки і розвідки, що складається з президента республіки, голови уряду, міністра оборони, міністра внутрішніх справ, міністра закордонних і європейських справ, міністра юстиції, радника з національної безпеки Президента Хорватії, начальника Генерального штабу Збройних сил Республіки Хорватія, директора Агентства безпеки і розвідки, директора Управління військової безпеки і розвідки та керівника апарату Ради національної безпеки. В її роботі також бере участь голова хорватського парламенту, а за потреби і інші особи. Завдання Ради національної безпеки — вивчення загроз національній безпеці, формулювання доктрин і рішень щодо захисту інтересів національної безпеки, розробка щорічних керівних засад роботи органів безпеки та спецслужб, пропонування засобів для роботи агентств і органів національної безпеки, нагляд за їхньою роботою, затвердження міжнародної співпраці у галузі національної безпеки тощо.